# Еропотамос (река, впадает в залив Месара)
Еропо́тамос (Герос, греч. Γεροπόταμος) — река в Греции на юге Крита в периферийной единице Ираклион в периферии Крит.
Берёт начало в горах Астерусия (Кофинас), течет по равнине Месара и впадает в залив Месара Ливийского моря южнее Тимбакиона в общине Фестос. Длина 45 километров, это самая длинная река на Крите.
Является охраняемой зоной и важным местом обитания для перелетных птиц, в том числе для каравайки (Plegadis falcinellus).

## Этимология
От греч. ιερός — «святой, священный» и πόταμος — «река».

## История
В античности называлась Лефей (др.-греч. Ληθαίος).
На левом берегу находятся руины минойского города Агия-Триада.
Река Еропотамос была источником водоснабжения для жителей древнего города Феста — центра минойской цивилизации. Воды этой реки интенсивно использовались минойцами для земледелия, что, возможно, привело к понижению уровня грунтовых вод и стало одним из факторов исчезновения минойской цивилизации.
При реке находился древний город Гортина.